# Christian Werliin
Christian Werliin (8. november 1804 – 12. april 1866) var præst.
Werliin kom 1817 i Metropolitanskolen, fra hvilken han blev dimitteret 1824. Den første halvdel af 1827 tilbragte han i Helsingør som konstitueret adjunkt ved den lærde Skole. 1829 tog han teologisk attestats og studerede derpå, under Rasmus Rasks vejledning, østerlandske sprog. 1831 fortsatte han disse studier i udlandet. I Bonn studerede han hebraisk og arabisk under Freytag, indisk under Lassen; derpå tog han over Heidelberg til Paris for at høre Silvestre de Sacy. Efter sin hjemkomst underviste han teologiske studenter og vandt 1838 den teologiske licentiatgrad for en afhandling om Jakobs velsignelse over Juda (1. Mos. 49, 8 -12); samme år udgav han en latinsk oversættelse af første Mosebog. 1841 blev han sognepræst for Hasle, Skejby og Lisbjerg i Århus Stift og 1850 forflyttet til Fersløv og Vellerup, Sjællands Stift, hvor han døde 12. april 1866.
Han blev i 1834 gift med Julie Constance Lütthans, datter af oberstløjtnant i borgervæbningen, murmester Joh. Heinr. Lütthans og Louise Dorothea født Borger. Julie tog navnet Julie Constance Werliin. I 1843 blev ægteskabet opløst, og Werliins hustru giftede sig i 1848 med digteren Christian Winther.